# Жарик Олександр Миколайович
Олекса́ндр Микола́йович Жарик — полковник Збройних сил України, учасник російсько-української війни.

## Нагороди
За особисту мужність і героїзм, виявлені у захисті державного суверенітету та територіальної цілісності України, вірність військовій присязі під час російсько-української війни нагороджений
- орденом Данила Галицького (27.11.2014).